# Маланка
Маланка (Меланка; укр. Маланка, Меланка, Щедрий вечір) је украјински народни празник који се слави 31. децембра, што је дочек Нове године по грегоријанском календару, раније се славио 13. јануара по јулијанском калнедару. Свечаности су историјски биле усредсређене на посете група младића од куће до куће, ношене као ликови из народне приче прехришћанског порекла, као и на посебну храну и пиће. Контекст ритуала се променио, али неки елементи се настављају до сада.

## Порекло, име и регионалне варијације
Идеја посета од куће до куће током божићне сезоне је паневропска. У западнословенским земљама се налазе још ближи обичаји, при чему Пољаци чак користе многе од истих основних ликова у својим кућама-посете традиције.
Ритуал је изведен из христијанизоване народне приче паганског порекла. Прича је заснована на ћерки бога творца Прабоха, чија четири сина су били Велес, Јарило, Раи, и Ладо или Мир. Његова ћерка Лада била је мајка Земља, која је имала двоје деце: сина по имену Месец и ћерку „Пролеће-мај“, касније названу Миланка јер је била љубавна . У верзији мита о Хаду и Персефони, Миланкин зли ујак (Ђаво) пожелео је њено присуство у подземном свету и отео ју је једног дана када је Месец ловио. Док Миланке није било, Земљи је недостајало поновно рађање пролећа, а када је ослобођена ђаволских порока, цвеће је почело да цвета и зеленило се ширило по свету. Украјинци славе Маланка као симбол почетка пролећа.  Друга теорија о имену лика Маланке везује га за хришћанску светицу Меланију Млађу, чији је празник 31. децембар: дочек Нове године. 
Овај празник је такође познат као Велико вече у већем делу Украјине и Белорусије, али овај назив се може применити и на Богојављенско вече у западној Украјини.   Традиционални начин означавања празника у време Божића у источнословенским језицима је начин на који се користи кутија (заслађена каша од целог зрна), најсимболичнија ритуална храна. Посна верзија везује се за Бадње вече, schedra kutia са Старом Новом годином или Маланком, па отуда и "велико вече". 
У описима овог празника из деветнаестог века помиње се народна игра са ликом по имену „Маланка“. Често помињу и традицију терања козе од куће до куће како би се донела срећа. У неким регионима западне Украјине и у Румунији, живу козу замењује особа у костиму козе.

## Украјинске традиције
У неким селима Виничке области на овај дан припремају традиционално празнично јело од крвавице, које се назива и "маланка". Пеку и хлебове који се зову „Маланка“ и „Васил“.
Ујутро овог дана припрема се друга обредна кутија – „великодушна“ кутија. За разлику од „бахата“ кутије на Бадње вече, она се прави од непосних састојака . Као што се то ради на Бадње вече, кутија се поставља у pokuttia – угао куће у којој су изложене верске иконе, наспрам шпорета. Осим тога, жене пеку млинце, праве пири и кнедле са сиром, да би их поклањали коледницима и „сејачима“.
Храни се придаје веома значајна улога: на Маланку, јер се верује да што више тога дана буде разноврсније на трпези, то ће следећа година бити издашнија. Посуђе би требало да буде веома задовољавајуће, али, на пример, кување рибе је лош знак, јер срећа може да се „излије” из дома. Јела од свињетине су свакако припремљена, јер ова животиња симболизује обиље у кући. Традиционално, свињско месо се припрема као холодетс, крвавица и свињска кобасица, vershchaky (печена свињетина маринирана у квасу од цвекле), сало, пуњена цела свиња и друго.
Увече коледари шетају по кућама села све до поноћи. По древном предању, новогодишње коледовање, као и божићно, настаје после заласка сунца, односно када владају зли духови. Тинејџерке, саме или у групи, трче код својих комшија да певају. Они су награђени храном и слаткишима.
По Маланци иду и младићи. То се зове "водећа Маланка". Младићи са маскама изражавају жеље и забављају шаљивим песмама, играма и скечевима. Једна од њих обично је обучена у женску одећу и зове се Меланка.
Према обичају, након што су завршили своје ритуалне обиласке, следећег јутра младићи су отишли на раскрсницу да спале „Дид“ – сноп жита који је стајао у pokuttia још од Бадње вечери. Ово је требало да их очисти након што су се целе ноћи борили са злим духовима.

На Васиљдан, младићи ујутру по изласку сунца иду да „сеју жито”. Зрно се носи у рукавици или торби. Прво посећују кумове и осталу родбину и најмилије, па комшије. Ушавши у кућу, сејач сеје жито и поздравља све са Новом годином:
Сејем, сејем, сејем, Нову годину поздрављам!

Срећно и добро здравље у Новој години,

Нека ваше њиве роде боље ове године него прошле,

Раж, пшеница и било које житарице,

Конопља нагомилана до плафона у великим ролнама.

Будите здрави за Нову годину и Васиљевдан!

Боже дај нам ово!
Први сејач у посету на Нову годину доноси срећу у кућу. По народном веровању, девојке не доносе срећу, него само момци.

## Прославе у Северној Америци

### Међу првим насељеницима
Као прво, украјинске маланке су биле типично неожењене и увек су биле мушке, а никада жене; радили су на обиласку кућа у којима су биле неудате младе жене, тако да је ритуал имао функцију удварања. Хумор ритуала произашао је из чињенице да је за улогу Маланке изабран најкрупнији, најнезгоднији младић, а онда је сва песма хвалила Маланкину тобожњу лепоту и грациозност. Подобна жена из куће је испитана да би се видело коме је од кумера дала било какве поклоне у новцу или храни и пићу као доказ о томе за кога би желела да се уда. Према Климашу, ове посете кућама су у великој мери изгубљене после Другог светског рата и замењене модернизованим ритуалом. 

### Модернизоване прославе
У Северној Америци, посете кућама су углавном замењене украјинским верзијама новогодишњег бала након Другог светског рата. Обично се дешавају недељу дана након Бадње вечери по старом календару, али не морају да падају на 13. или 14. јануар; обично се одржавају у петак или суботу увече. Уместо тога, ликови су представљени као скеч за публику. 
Ови "Маланки" су углавном модернизована рекреација, али са довољно разлика да укажу на њихову културну позадину. Догађај би укључивао вечеру, томболе и награде на вратима, а завршавао се плесом. У поноћ, када сви одбројавају за Нову годину, индивидуално и парно плесање полке се прекида и почиње коломијка. Када се коломијка заврши, сви настављају са својим претходним плесом и настављају да се забављају током целе ноћи. Маланка је често последња прилика за забаву пред свечани период Великог поста који претходи Васкрсу. 